# Mount Quackenbush
Mount Quackenbush är ett berg i Antarktis. Det ligger i Östantarktis. Australien gör anspråk på området. Toppen på Mount Quackenbush är 2 433 meter över havet, eller 425 meter över den omgivande terrängen. Bredden vid basen är 9,6 km.
Terrängen runt Mount Quackenbush är kuperad åt nordväst, men åt sydost är den bergig. Trakten är obefolkad. Det finns inga samhällen i närheten.